# Land Rover 101 Forward Control

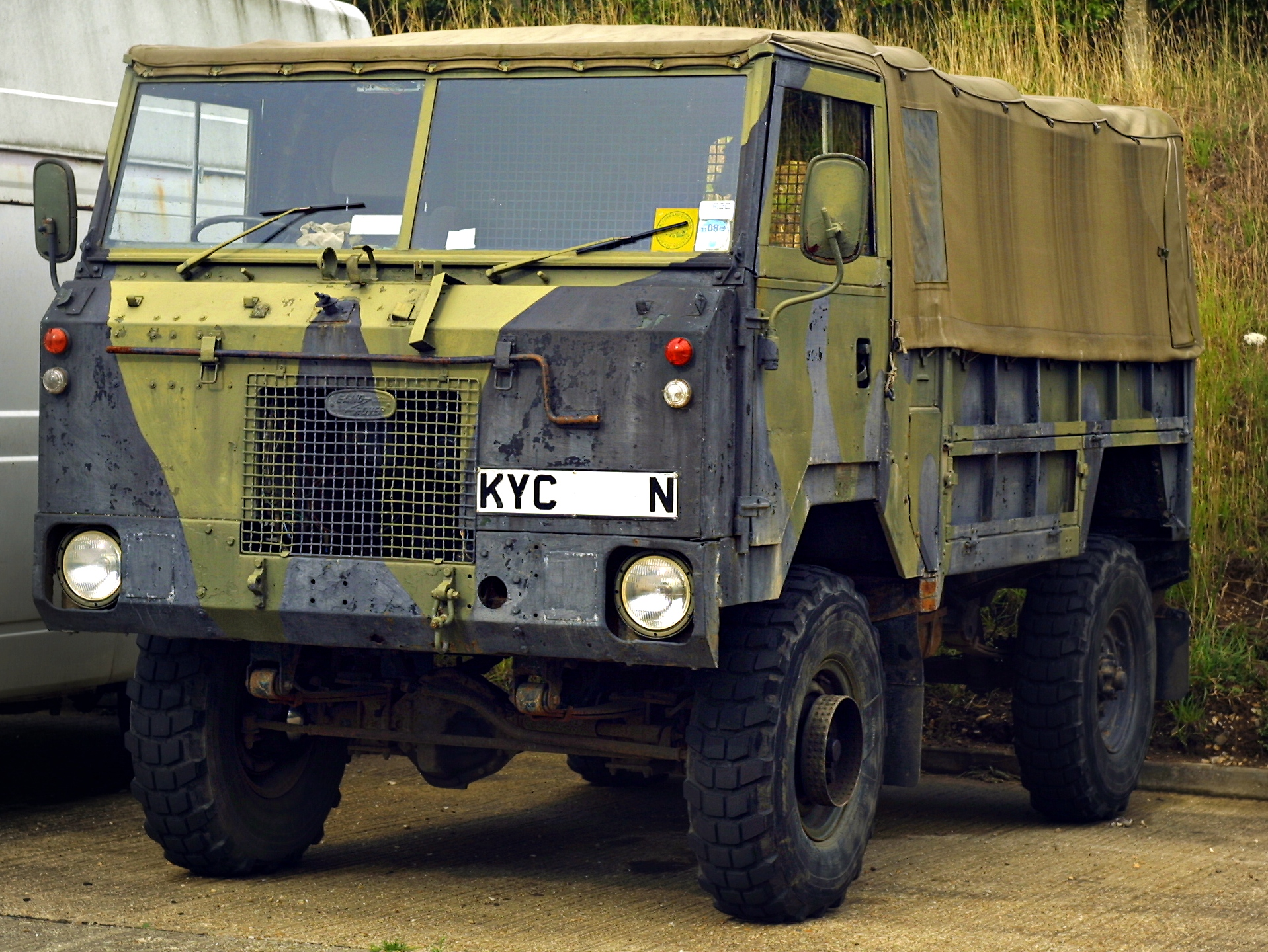
Um Land Rover 101 Forward Control.

O Land Rover 101 Forward Control, também conhecido como Land Rover One Tonne, foi um veículo produzido pela Land Rover para o Exército Britânico.

## História
O veículo foi produzido de maneira a satisfazer as necessidades do Exército Britânico para um tractor de artilharia, e foi desenvolvido para transportar um canhão de campanha, o canhão ligeiro L118, juntamente com uma tonelada de munições e outro equipamento no espaço de carga.
O veículo foi desenhado de forma a ser facilmente aerotransportado.  A localização do motor, um Rover V8 de 3,5l, por debaixo e atrás da cabine, eliminou a necessidade de um capô na parte frontal, permitindo que o veículo assumisse uma forma mais compacta, reduzindo assim a ocupação desnecessária de espaço numa aeronave de transporte.
O nome 101 Forward Control advém da distância entre os eixos do veículo, de 101 polegadas (2,565 m), e da posição do condutor, em cima e à frente do eixo frontal.

## Atalhos externos
- Página do Land Rover 101 em Military-today.com